# 崔容薺
崔容薺（チェ・ヨンジェ、韓国語：최용제、1991年7月12日 - ）は、大韓民国のソウル特別市出身の元プロ野球選手（捕手）。

## 経歴

### アマチュア時代
大学時代は4年間をチームの主力捕手としてプレーし、優れた打撃能力を持っている選手という評価を受けた。

### 斗山時代
2014年に斗山ベアーズに育成選手として入団した。同年と2015年は一軍の試合に出場できず、二軍生活に終始した。
2016年シーズン前に正式選手に昇格し、同年5月13日のネクセン・ヒーローズ戦でダスティン・ニッパートと先発バッテリーを組み公式戦デビューとなった。この試合で初安打を記録すると翌日の同カードでは初打点を記録した。しかし6日後、二軍に降格していたバックアップ捕手の朴世爀が復帰したため登録抹消となった。同年は4試合に出場した。
シーズン後から軍服務のため尚武に入団。2018年9月11日に除隊されチームに復帰した。
2019年は朴世爀が主力に昇格しており、バックアップも李興練が務めたため一軍に上がれなかったが、翌2020年に李興練が李昇眞とのトレードで退団すると出番が増加。8月12日の三星ライオンズ戦では「9番・捕手」で1151日振りに先発出場し、デビュー初の猛打賞を記録した。さらに8月21日のロッテ・ジャイアンツ戦でも「9番・捕手」として先発出場し、9回裏2死満塁のチャンスでロッテの新人崔埈溶を相手にデビュー初サヨナラ安打を放ち、チームを勝利に導いた。同年は28試合に出場。
2021年は右の代打要員としてさらに出場機会が増加。79試合に出場して打率2割7分台、29安打、15打点の記録を残した。
2022年は一軍出場がなく、同年限りで尹壽浩などとともに戦力外となり、12月31日に引退を発表した。

## プレースタイル・人物
リードや試合運営能力を評価されている一方で、捕手のスキル的な部分が弱点に挙げられている。ファールフライが取れなかったり、走者がホームに入る時にベースカバーを外す姿もあった。

## 詳細情報

### 年度別打撃成績
| 年 度    | 球 団    | 試 合 | 打 席 | 打 数 | 得 点 | 安 打 | 二 塁 打 | 三 塁 打 | 本 塁 打 | 塁 打 | 打 点 | 盗 塁 | 盗 塁 死 | 犠 打 | 犠 飛 | 四 球 | 敬 遠 | 死 球 | 三 振 | 併 殺 打 | 打 率 | 出 塁 率 | 長 打 率 | O P S |
| -------- | -------- | ----- | ----- | ----- | ----- | ----- | -------- | -------- | -------- | ----- | ----- | ----- | -------- | ----- | ----- | ----- | ----- | ----- | ----- | -------- | ----- | -------- | -------- | ----- |
| 2016     | 斗山     | 4     | 11    | 9     | 0     | 2     | 0        | 0        | 0        | 2     | 1     | 0     | 0        | 1     | 0     | 1     | 0     | 0     | 2     | 1        | .222  | .300     | .222     | .522  |
| 2020     | 斗山     | 28    | 49    | 44    | 9     | 13    | 0        | 1        | 0        | 15    | 9     | 0     | 0        | 1     | 0     | 4     | 0     | 0     | 8     | 2        | .295  | .354     | .341     | .695  |
| 2021     | 斗山     | 79    | 119   | 104   | 7     | 29    | 3        | 0        | 0        | 32    | 15    | 0     | 0        | 1     | 1     | 11    | 0     | 2     | 21    | 0        | .279  | .356     | .308     | .664  |
| 2022     | 斗山     | 1     | 1     | 0     | 0     | 0     | 0        | 0        | 0        | 0     | 0     | 0     | 0        | 0     | 0     | 0     | 0     | 1     | 0     | 0        | ----  | 1.000    | ----     | ----  |
| KBO：4年 | KBO：4年 | 112   | 180   | 157   | 16    | 44    | 3        | 1        | 0        | 49    | 25    | 0     | 0        | 3     | 1     | 16    | 0     | 3     | 31    | 3        | .280  | .356     | .312     | .668  |